# Uguccione di Perugia
Uguccione (Perugia, ... – Sutri, 1339 o 1340) è stato vescovo di Sutri dal 1333 al 1339/40.

## Biografia
Nativo di Perugia, appartenente all'Ordine francescano, studiò a Parigi, dove fu anche magister. Tornato in Italia, donò alla biblioteca antoniana di Padova 22 codici membranacei con i commenti sui libri dell'Antico e del Nuovo Testamento.
Fu nominato vescovo di Sutri da papa Giovanni XXII il 19 marzo 1333, per le dimissioni date dal suo predecessore, Berengario di Saint-Affrique.
Il suo nome appare tra i sottoscrittori di un privilegio pontificio con il quale furono concesse, nel 1336 o nel 1338, alcune indulgenze a favore dell'ospedale di Santa Maria della Scala di Siena.
Il nome di frater Huguitio Dei gratia sutrinus episcopus compare in altre due lettere di indulgenze, la prima a favore della chiesa parrocchiale di San Martino a Klosterneuburg (30 marzo 1338), e la seconda a favore della collegiata della stessa città (20 marzo 1339).
Morì nel 1340, o l'anno precedente. Infatti, per obitum Huguctionis, il 20 marzo 1340 papa Benedetto XII nominò il suo successore sulla cattedra sutrina, Giovanni V, arciprete della cattedrale di Sutri.